# Hallodapoides guaraniensis
Hallodapoides guaraniensis – gatunek pluskwiaka z podrzędu różnoskrzydłych, rodziny tasznikowatych i podrodziny Orthotylinae.

## Taksonomia
Gatunek ten opisany został w 1951 roku przez José Carvalho. Holotypem jest samiec, allotypem samica, a paratypami 6 samców.

## Morfologia
Ciało małych rozmiarów, smukłe, gładkie, matowe, prawie łyse. Samce osiągają 2,4 mm, a samice 3 mm długości. Głowa jest wypukła. Złożona kłujks sięga ku tyłowi do wysokości przednich bioder. Ubarwienie cynamonowe. Półpokrywy ze skośną plamą u nasady przykrywki i embolium, plamką na wierzchołku przykrywki i embolium, kropką na zakrywce, w pobliżu wierzchołka kuneusa, a u samic jeszcze z białym znakiem na międzykrywce. Oczy i kuneus rude. Wierzchołek goleni, nasady ud i biodra jaśniejsze, a drugi i trzeci człon czułek ciemne. Edeagus z wewnętrznym stylusem i płytką nasadową. Lewa paramera haczykowata, z polem szczecin na grzbietowej krawędzi, a prawa spiczasta i zakrzywiona, opatrzona zębem wierzchołkowym i kilkoma silnymi szczecinami grzbietowymi.

## Rozprzestrzenienie
Gatunek neotropikalny, wykazany z Paragwaju i Argentyny.